# Hoplia signata
Hoplia signata är en skalbaggsart som beskrevs av Moser 1912. Hoplia signata ingår i släktet Hoplia och familjen Melolonthidae. Inga underarter finns listade i Catalogue of Life.